# Channel 4
 (транскр.  Чанел фор) британски је телевизијски канал са седиштем у Лондону. Иако представља јавно предузеће, за разлику од мреже BBC не добија никакву материјалну помоћ државе, него се финансира самостално кроз рекламе.